# هربرت ويلف
هربرت ويلف (بالإنجليزية: Herbert Wilf) هو رياضياتي أمريكي، ولد في 13 يونيو 1931 في فيلادلفيا في الولايات المتحدة، وتوفي في 7 يناير 2012 في وينوود ‏ في الولايات المتحدة بسبب اضطراب عصبي عضلي.